# Arbeitsgericht Torgau
Das Arbeitsgericht Torgau war ein deutsches Gericht der Arbeitsgerichtsbarkeit mit Sitz in Torgau.

## Geschichte
Gemäß Arbeitsgerichtsgesetz vom 23. Dezember 1926 wurden in Deutschland Arbeitsgerichte gebildet. Diese waren nur in der ersten Instanz organisatorisch selbstständige Gerichte, die Landesarbeitsgerichte waren den Landgerichten zugeordnet. Am Landgericht Halle entstand so 1927 das Landesarbeitsgericht Halle als eines von vier Landesarbeitsgerichten im Bezirk des Oberlandesgerichts Naumburg. In Torgau entstand das Arbeitsgericht Torgau. Sein Sprengel umfasste die Bezirke der Amtsgerichte Belgern, Dommitzsch, Eilenburg, Prettin und Torgau. Es bestand jeweils eine Kammer für Arbeiter, für Angestellte und für Handwerk.
Nach der Besetzung Deutschlands durch die Alliierten wurden 1945 zunächst alle Gerichte geschlossen. Die ordentlichen Gerichte wurden schon bald wieder eröffnet, während die Arbeitsgerichte zunächst nicht wieder eingerichtet wurden, so dass arbeitsgerichtliche Streitigkeiten von den ordentlichen Gerichten erledigt werden mussten. Gemäß Kontrollratsgesetz 21 sollten in Deutschland Arbeitsgerichte aufgebaut werden. In Torgau wurde das Arbeitsgericht neu gebildet. In der DDR bestanden 1952 bis 1963 Arbeitsgerichte auf Kreis- und Bezirksebene. Nachdem diese 1963 in die Kreis- und Bezirksgerichte integriert worden waren, gab es keine gesonderten Arbeitsgerichte mehr.
Nach der Wende wurde das Land Sachsen wieder eingerichtet und Torgau diesem zugeordnet. Der sächsische Landtag beschloss am 12. Juni 1992 mit dem Sächsischen Gerichtsorganisationsgesetz die Aufhebung der Kreis- und Bezirksgerichte und die Einrichtung der Arbeitsgerichte. In Torgau entstand kein Arbeitsgericht neu.